# Paragabara pectinata
Paragabara pectinata là một loài bướm đêm trong họ Erebidae.